# Cantó de Montebourg
El cantó de Montebourg és un cantó francès del departament de la Manche, situat al districte de Cherbourg-Octeville. Té 22 municipis i el cap es Montebourg.

## Municipis
- Azeville
- Écausseville
- Émondeville
- Éroudeville
- Flottemanville
- Fontenay-sur-Mer
- Fresville
- Le Ham
- Hémevez
- Joganville
- Lestre
- Montebourg
- Ozeville
- Quinéville
- Saint-Cyr
- Saint-Floxel
- Saint-Germain-de-Tournebut
- Saint-Marcouf
- Saint-Martin-d'Audouville
- Sortosville
- Urville
- Vaudreville

## Història
| Data d'elecció                           | Identitat        | Partit        | Qualitat |
| ---------------------------------------- | ---------------- | ------------- | -------- |
| 1945-1951                                | Joseph Lecacheux | RPR           |          |
| 1951-1958                                | Albert Pèlerin   | RPR           |          |
| 1958-1976                                | Henri Lecacheux  | CNI           |          |
| 1976-1982                                | Louis Laisney    | Divers droite |          |
| 1982-1988                                | Henri Lecacheux  | CNI           |          |
| 1988-                                    | Rolande Brécy    | Divers droite |          |
| les dades anteriors no són pas conegudes |                  |               |          |
|                                          |                  |               |          |

## Demografia
| A partir de 1990: Població sense dobles comptes |